# Yamaguchi Kaoru
Yamaguchi  Kaoru (japanisch 山口 薫; geb. 13. August 1907 in Minowa, Landkreis Gunma (heute: Takasaki); gest. 19. Mai 1968) war ein japanischer Maler im Yōga-Stil während der Shōwa-Zeit und Professor an der Tōkyō Geijutsu Daigaku.

## Leben und Werk
Yamaguchi wurde in Minowa in der Präfektur Gunma als Sohn einer alteingessenen Familie geboren. Er machte 1925 seinen Schulabschluss an der Mittelschule Takasaki. Bereits während seiner Zeit an der Mittelschule hatte er sich für Ölmalerei interessiert und schrieb sich  ein in der Abteilung für westliche Malerei an der Kunstschule Tokio (東京美術学校, Tōkyō bijutsu gakkō), der Vorläufereinrichtung der heutigen Geidai. Dort schloss er seine Ausbildung 1930 ab. Schon während seiner Zeit an der Kunsthochschule konnte er 1927 ein Werk auf der Teiten zeigen. Danach stellte er weiterhin auf der Teiten aus, aber auch auf der „Vereinigung 1930“ (1930年協会, 1930-nen kyōkai) und der Kokugakai.
1930 reiste Yamaguchi nach Europa und reiste von Paris aus nach Südfrankreich, Spanien, Italien und in andere Länder. Er kehre 1933 nach Japan zurück und zeigte Bilder auf der Ausstellung der Kokugakai, die während seines Europa-Aufenthaltes entstanden waren. Dazu gehörten „Mensch in grünem Gewand“ (緑色の人, Ryokui no hito).
Im Jahr 1934 gründete Yamaguchi, zusammen mit Murai Masanari, Hasegawa Saburō und anderen die Künstlergruppe „Neues Zeitalter“ (新時代, Shinjidai) und 1937 beteiligte er sich an der Gründung der „Vereinigung freier Künstler“ (自由美術家協会, Jiyū bijutsuka kyōkai). Ungefähr von dieser Zeit an begann Yamaguchi Bilder in einem poetischen Stil mit reinen, lyrischen Farben zu malen. Er vereinfachte dabei die Darstellung bis hin zu abstrakter Malerei.
Nach dem Weltkrieg beteiligte Yamaguchi sich 1950 an der Gründung der „Vereinigung für moderne Kunst“ (モダンアート協会, Modan āto kyōkai), mit der er dann hauptsächlich ausstellte. Darüber hinaus war er auf internationalen Ausstellungen zu sehen, wie auf dem Salon de Mai (1952), auf der Biennale von São Paulo (1953, 1957), auf der Guggenheim Prize International Art Exhibition (1958) und auf der Biennale Venedig. Unter den Auszeichnungen, die Yamaguchi erhielt, sind der Große Preis der Zeitung Mainichi (1959) und der Förderpreis des Kultusministeriums (芸術選奨文部大臣新人賞, Geijutsu sehnshō Mombu daijin shinjin shō; 1960) zu nennen.
Ab 1953 lehrte Yamaguchi an der Geidai, ab 1964 als Professor. Zu seinen repräsentativen Werken gehören „Kordel“ (紐, Himo; 1939). „Geburt von Hanako“ (花子誕生, Hanako tanjō) und „Kupferfarbener Mond“ (銅色の月, Dōiro no tsuki).